# Halina Podgórska-Dutka
Halina Podgórska-Dutka ( ur. 15 grudnia 1947 w Tarnowie, zm. 19 lutego 2025 w Krakowie) – polska skrzypaczka, poetka, malarka i pedagog.

## Życiorys
Urodziła się w Tarnowie, ale jej rodzina przyjechała tu z Wołynia. Studiowała w Akademii Muzycznej w Krakowie (skrzypce) i Uniwersytecie Jagiellońskim (muzykologię) oraz prywatnie u Hanny Rudzkiej-Cybisowej. Skrzypaczka Orkiestry Symfonicznej Polskiego Radia i Telewizji oraz Orkiestry Symfonicznej Polskiego Radia i Telewizji w Krakowie. Jest autorką licznych tomików poetyckich oraz podręcznika techniki gry na skrzypcach.

## Dzieła wybrane
- Trubadurzy kosmosu 1990
- Preludia buddyjskie 1994
- Małe przymierze z absolutem 1997
- Rozważania o muzyce i grze jako jej kluczowej i integralnej reprezentacji 1997
- Metafizyczny czworonóg 1998
- Gwiezdne pomosty 1998
- Tropiciel niezmierzoności 2000
- Szkic o podstawach kompleksowego ujęcia techniki skrzypcowej 2001
- Chwytanie czasu 2004[4]
- Żabia rewolucja 2005
- Zew niewiarygodnego Kraków 2010[5]
- Córcia 2013[6]
- Wieniec z tarniny 2022[7]